# Hoplopholcus minous
Hoplopholcus minous là một loài nhện trong họ Pholcidae. Loài này được phát hiện ở Kreta.